# Baltasar Carlos di Spagna
Baltasar Carlos d'Asburgo, infante di Castiglia, principe d'Aragona, principe di Portogallo e principe delle Asturie (Madrid, 17 ottobre 1629 – Saragozza, 9 ottobre 1646), era il figlio del re spagnolo Filippo IV e della sua prima moglie Elisabetta di Borbone.

## Biografia

### Nascita e trattative matrimoniali
Quinto figlio, unico maschio, nato dal primo matrimonio di Filippo, era nipote per linea paterna di re Filippo III e Margherita d'Austria e per linea materna di Enrico IV di Francia e Maria de' Medici, ed era il fratello maggiore di Maria Teresa di Spagna, andata poi in moglie a Luigi XIV di Francia.
Il 7 marzo 1632, all'età di 3 anni, fu investito del titolo di Principe delle Asturie, onorificenza tradizionalmente conferita all'erede al trono di Spagna, di fronte alle Cortes di Castiglia.
Nel 1644 furono avviati i primi contatti diplomatici volti a trovargli una consorte e si pensò a un matrimonio con l'arciduchessa Marianna d'Austria, sua cugina. Nel 1645 giurò come erede della corona davanti alle Cortes di Aragona a Saragozza.

### Morte
Quindi, nel 1646, accompagnato da suo padre, si mise in viaggio verso la Navarra, dove effettuò il giuramento di fronte alle Cortes il 25 maggio. Ma, durante la sua permanenza a Pamplona, cadde gravemente ammalato; la famiglia reale si trasferì a Saragozza e in questa città il principe morì, a soli 16 anni. I medici indicarono come causa della morte il vaiolo, ma all'epoca si ipotizzò anche una malattia venerea: oggi si ritiene che Baltasar Carlos sia morto di appendicite. Il giovane fu sepolto nel monastero dell'Escorial, che tradizionalmente accoglieva le salme dei membri della famiglia reale.
La morte del principe lasciò Filippo IV senza un erede diretto; nel 1644, inoltre, sua moglie Elisabetta era morta di parto. Come mostra la corrispondenza privata autografa del re di questo periodo con persone di sua confidenza, la perdita improvvisa e inaspettata di questo figlio dotato, intelligente e popolare lo lasciò prostrato per parecchio tempo. Il re dovette quindi risposarsi, e la scelta cadde proprio su quella che era stata la promessa di Baltasar Carlos, la giovane Marianna d'Asburgo, che aveva appena 15 anni. Da questo secondo matrimonio nacque Carlo, futuro re di Spagna.

## Ritratti
La figura del giovane principe Baltasar Carlos è oggi soprattutto nota perché egli è il soggetto di svariati dipinti del celebre pittore spagnolo Diego Velázquez: tali ritratti, caratterizzati da tenerezza e sensibilità, sono alcuni tra le più belle rappresentazioni dell'infanzia nell'arte barocca.

## Ascendenza
|                             |                    |                             | Genitori                  |  |  | Nonni |  |  | Bisnonni             |  |  | Trisnonni         |  |
|                             |                    |                             |                           |  |  |       |  |  | Filippo II di Spagna |  |  | Carlo V d'Asburgo |  |
|                             |                    |                             |                           |  |  |       |  |  | Filippo II di Spagna |  |  | Carlo V d'Asburgo |  |
|                             |                    | Isabella di Portogallo      |                           |  |  |       |  |  | Filippo II di Spagna |  |  |                   |  |
| Filippo III di Spagna       |                    |                             |                           |  |  |       |  |  | Filippo II di Spagna |  |  |                   |  |
|                             |                    | Anna d'Asburgo              | Massimiliano II d'Asburgo |  |  |       |  |  |                      |  |  |                   |  |
|                             |                    | Anna d'Asburgo              | Massimiliano II d'Asburgo |  |  |       |  |  |                      |  |  |                   |  |
|                             |                    | Anna d'Asburgo              | Maria di Spagna           |  |  |       |  |  |                      |  |  |                   |  |
| Filippo IV di Spagna        |                    | Anna d'Asburgo              |                           |  |  |       |  |  |                      |  |  |                   |  |
|                             |                    | Carlo II d'Austria          | Ferdinando I d'Asburgo    |  |  |       |  |  |                      |  |  |                   |  |
|                             |                    | Carlo II d'Austria          | Ferdinando I d'Asburgo    |  |  |       |  |  |                      |  |  |                   |  |
|                             |                    | Carlo II d'Austria          | Anna Jagellone            |  |  |       |  |  |                      |  |  |                   |  |
| Margherita d'Austria-Stiria |                    | Carlo II d'Austria          |                           |  |  |       |  |  |                      |  |  |                   |  |
|                             |                    | Maria Anna di Wittelsbach   | Alberto V di Baviera      |  |  |       |  |  |                      |  |  |                   |  |
|                             |                    | Maria Anna di Wittelsbach   | Alberto V di Baviera      |  |  |       |  |  |                      |  |  |                   |  |
|                             |                    | Maria Anna di Wittelsbach   | Anna d'Austria            |  |  |       |  |  |                      |  |  |                   |  |
| Baltasar Carlos di Spagna   |                    | Maria Anna di Wittelsbach   |                           |  |  |       |  |  |                      |  |  |                   |  |
|                             | Antonio di Borbone | Carlo IV di Borbone-Vendôme |                           |  |  |       |  |  |                      |  |  |                   |  |
|                             | Antonio di Borbone | Carlo IV di Borbone-Vendôme |                           |  |  |       |  |  |                      |  |  |                   |  |
|                             | Antonio di Borbone | Francesca d'Alençon         |                           |  |  |       |  |  |                      |  |  |                   |  |
| Enrico IV di Francia        | Antonio di Borbone |                             |                           |  |  |       |  |  |                      |  |  |                   |  |
|                             |                    | Giovanna III di Navarra     | Enrico II di Navarra      |  |  |       |  |  |                      |  |  |                   |  |
|                             |                    | Giovanna III di Navarra     | Enrico II di Navarra      |  |  |       |  |  |                      |  |  |                   |  |
|                             |                    | Giovanna III di Navarra     | Margherita d'Angoulême    |  |  |       |  |  |                      |  |  |                   |  |
| Elisabetta di Borbone       |                    | Giovanna III di Navarra     |                           |  |  |       |  |  |                      |  |  |                   |  |
|                             |                    | Francesco I de' Medici      | Cosimo I de' Medici       |  |  |       |  |  |                      |  |  |                   |  |
|                             |                    | Francesco I de' Medici      | Cosimo I de' Medici       |  |  |       |  |  |                      |  |  |                   |  |
|                             |                    | Francesco I de' Medici      | Eleonora di Toledo        |  |  |       |  |  |                      |  |  |                   |  |
| Maria de' Medici            |                    | Francesco I de' Medici      |                           |  |  |       |  |  |                      |  |  |                   |  |
|                             |                    | Giovanna d'Austria          | Ferdinando I d'Asburgo    |  |  |       |  |  |                      |  |  |                   |  |
|                             |                    | Giovanna d'Austria          | Ferdinando I d'Asburgo    |  |  |       |  |  |                      |  |  |                   |  |
|                             |                    | Giovanna d'Austria          | Anna Jagellone            |  |  |       |  |  |                      |  |  |                   |  |
|                             |                    | Giovanna d'Austria          |                           |  |  |       |  |  |                      |  |  |                   |  |